# حوش الرافقه
حوش الرافقه (به عربی: حوش الرافقة) یک منطقهٔ مسکونی در لبنان است که در شهرستان بعلبک واقع شده‌است. حوش الرافقه ۹۴۱ متر بالاتر از سطح دریا واقع شده‌است.